# 映劇大要

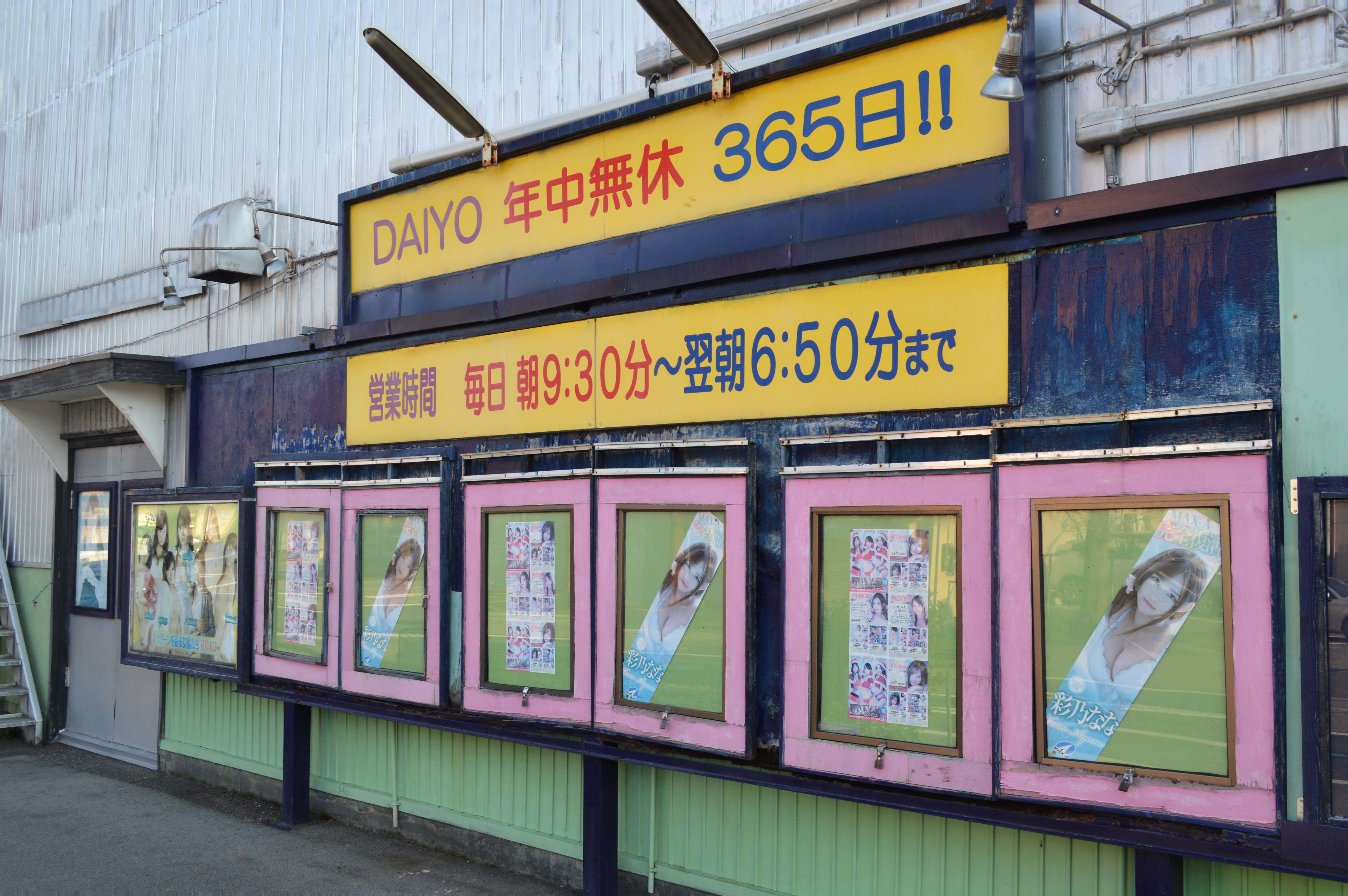
館外に設置された看板

映劇大要（えいげきだいよう）は、かつて新潟県新潟市中央区古町通12番町にあった映画館（成人映画館）。1962年（昭和37年）5月2日に開館し、2019年（令和元年）8月22日に閉館した。

## 特色
上映時間は朝9時30分から翌日朝6時30分であり、オールナイト上映を行っていた。
公式ウェブサイトは存在しなかった。入場料金は1995円（2000円マイナス5円）だった。

## 歴史

### 前身の映画館
前身は1919年（大正8年）に開館した丸山館であり、昭和戦前には船江館（1924年-1928年）、富士館（1928年-????年）、銀線館（????年-1940年）、新興映画劇場（1940年-）と名称の変動が激しかった。1928年（昭和3年）に小林平八郎が館主を務めるこんぴら館が火災で焼失すると、小林は船江館を買収し、富士館に改称して嵐寛寿郎主演の『鞍馬天狗』シリーズなどを上映した。
この劇場は太平洋戦争後にサン劇場と改称し、洋画の封切館となった。1950年（昭和25年）には西厩島の花月劇場と共同で上映作品案内を発行し始め、その第1号ではイギリス映画『赤い靴』が特集されている。1955年（昭和30年）の正月にはエヴァ・ガードナーとハンフリー・ボガートが共演した『裸足の伯爵夫人』を上映し、当選者を松竹大船撮影所に招待するクイズを新潟日報に掲載している。
1956年（昭和31年）には邦画の二番館となった。1958年（昭和33年）には新潟日報の映画案内からサン劇場が消えたが、1959年（昭和34年）5月12日から1961年（昭和36年）半ばにはヌードショーの実演を行う劇場として掲載されていた。その後は再び新潟日報の映画案内に掲載されなくなった。

### 映劇大要
1962年（昭和37年）5月2日、サン劇場を改装して映劇大要が開館した。開館当初の映劇大要は大映作品を上映する二番館であり、初上映作品は『銭形平次捕物控 美人鮫』（1961年）ほかの三本立だった。やがて洋画の旧作も上映していたが、1964年（昭和39年）に成人映画の専門館となった。1978年（昭和53年）時点の代表者は細川阳映、支配人は佐々木臣也。1995年（平成7年）時点の代表者は細川力三。
2009年（平成21年）に上越市の高田日活（現・高田世界館）が閉館すると、映劇大要は新潟県で唯一の成人映画館となった。2012年（平成24年）時点で全国の成人映画館は映劇大要を含めて64館存在していた。『映画年鑑2018年版別冊 映画館名簿』に映劇大要の名前は掲載されていない。
2019年（令和元年）8月22日に閉館し、新潟県から成人映画館がなくなった。2022年（令和4年）時点で跡地は駐車場となっている。

## アクセス
- 新潟交通の西堀通線またはみなと循環線で「西堀通り十番町」バス停から徒歩すぐ。